# Лебедева, Рената Николаевна
Рената Николаевна Лебедева (1928—1999) — специалист в области клинической реаниматологии, доктор медицинских наук (1970), профессор, академик РАМН (1999).

## Биография
Рената Николаевна Лебедева родилась 26 ноября 1928 года в городе Рыбинске в семье местного руководителя народного образования. Школу № 3 им. М. В. Ломоносова закончила с медалью.
Поступила в 1-й Московский медицинский институт имени И. М. Сеченова. После окончания вуза была приглашена на работу в одну из крупнейших терапевтических клиник страны, которой руководил терапевт и кардиолог Александр Леонидович Мясников (ныне это Национальный медицинский исследовательский центр кардиологии). В 1959 году защитила кандидатскую диссертацию по теме «Предоперационная подготовка и послеоперационный период при митральной комиссуротомии». В 1963 году возглавила отделение интенсивной терапии Всесоюзного института клинической и экспериментальной хирургии (ныне Российский научный центр хирургии имени академика Б. В. Петровского).
Скончалась 23 февраля 1999 года.

## Научная деятельность
Среди научных интересов: патофизиология неотложных и экстренных состояний; взаимосвязь гемодинамики с обменным процессом и кислородным транспортом у больных, находящихся в критическом состоянии; создание алгоритмов и определение критериев послеоперационного мониторно-компьютерного наблюдения; клиническая фармакология разных средств, применяемых в интенсивной терапии и реанимации. В 1970 году защитила докторскую диссертацию «Нарушения кровообращения после торакальных операций».
Подготовила 8 докторов и 32 кандидата наук, среди которых В. В. Абакумов, А. А. Еременко, А. А. Бондаренко, Е. Б. Свирщевский, Г. В. Рядовой, Ю. В. Никифоров, В. Х. Тимирбаев, А. Х. Мустафин.

### Научные труды
Автор более 260 научных работ, 3 монографий (в том числе «Осложнения в системе кровообращения после хирургических вмешательств», 1979 год, «Недостаточность кровообращения оперированных больных», 1989 год) и 12 глав в монографиях и руководствах. Была главным редактором научно-медицинского журнала «Анестезиология и реаниматология».

## Награды и почётные звания
Заслуженный деятель науки РСФСР, лауреат Государственной премии СССР, награждена орденом Почёта (1999). Член-корреспондент Российской академии медицинских наук (1991).

## Семья
Была замужем за кардиологом Евгением Ивановичем Чазовым. Дочь Татьяна — кандидат медицинских наук.